# Bertil Gustavsson (fackföreningsman)
Bertil Gustavsson, folkbokförd Alf Bertil Elnor Gustafsson, född 11 september 1927 i Vrigstads församling i Jönköpings län, död 1 mars 2001 i Voxtorps församling i Jönköpings län, var en svensk chaufför och fackföreningsman.
Gustavsson hade facklig utbildning inom det egna fackförbundet och LO. Han var chaufför inom fjärrtrafik 1955–1975, ansvarig för arbetsmiljö inom fackliga avdelningen 1975–1978, anställd vid centrala förbundet 1978 och förbundsordförande i Svenska Transportarbetareförbundet 1980–1987.
Han var son till borraren Fredrik Fredriksson och hushållerskan Ellen Gustavsson. Han var från 1955 gift med Sonja Carlsson (född 1930), dotter till Gunnar Carlsson och Levina, ogift Edvardsson.